# Чорна книга (фільм)
Чорна книга (нід. Zwartboek; англ. Black Book) — голландський військовий фільм 2006 року, спів-сценариста та режисера Пола Верховена, з участю акторів Каріс ван Гаутен, Себастяна Коха, Тома Гофмана, Галини Райн та ін.
Події фільму «Чорна книга» розгортаються в часи Другої світової війни. Героїня — німкеня єврейського походження, яка, рятуючись від нацистського геноциду, знаходить прихисток у Нідерландах, де приєднується до руху Спротиву.
За словами режисера в основі фільму документальна історія. На кінець зйомок «Чорна книга» стала найдорожчою нідерландською кінострічкою за всі часи.

## Фотогалерея

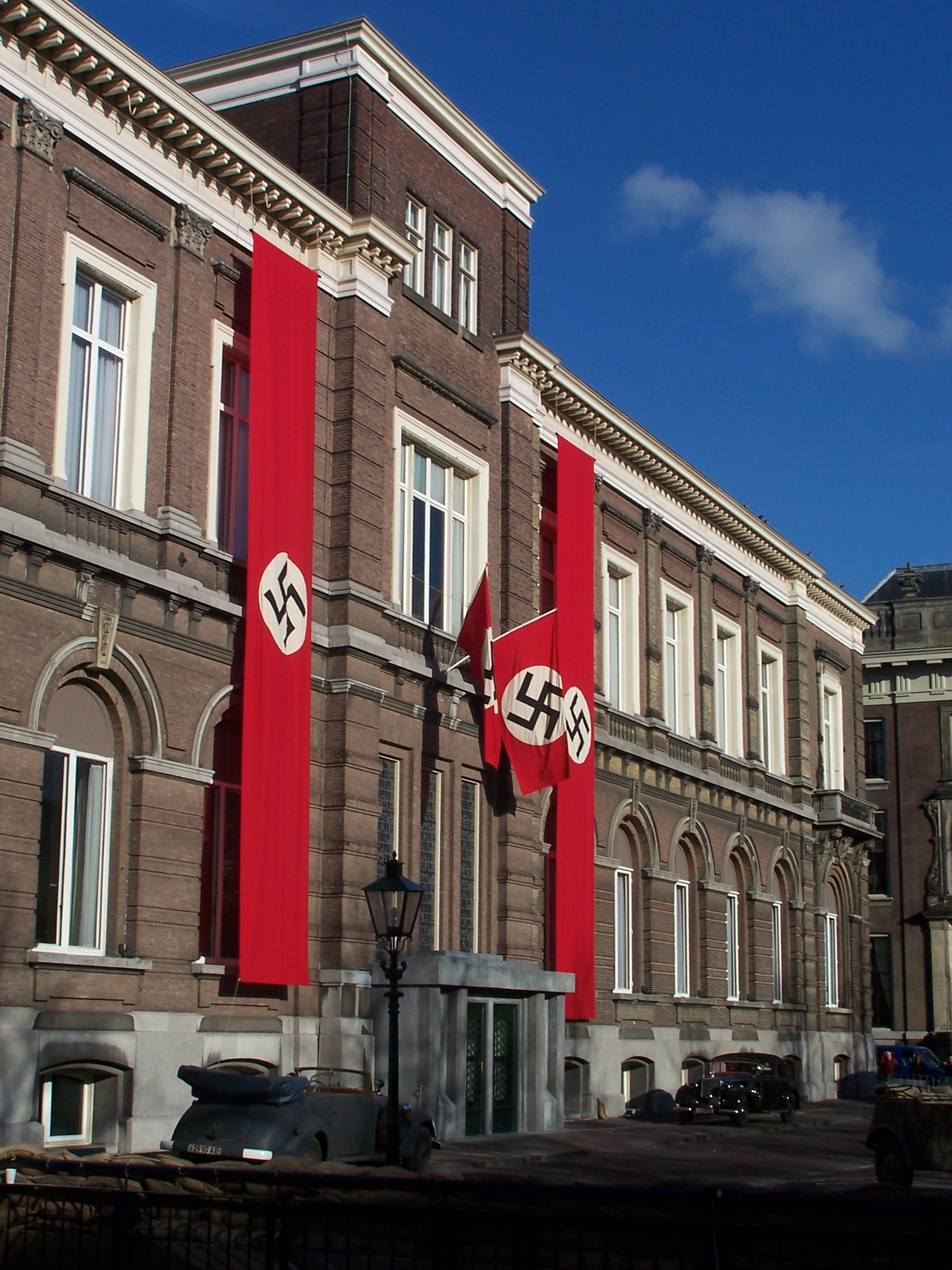
Зйомки фільму
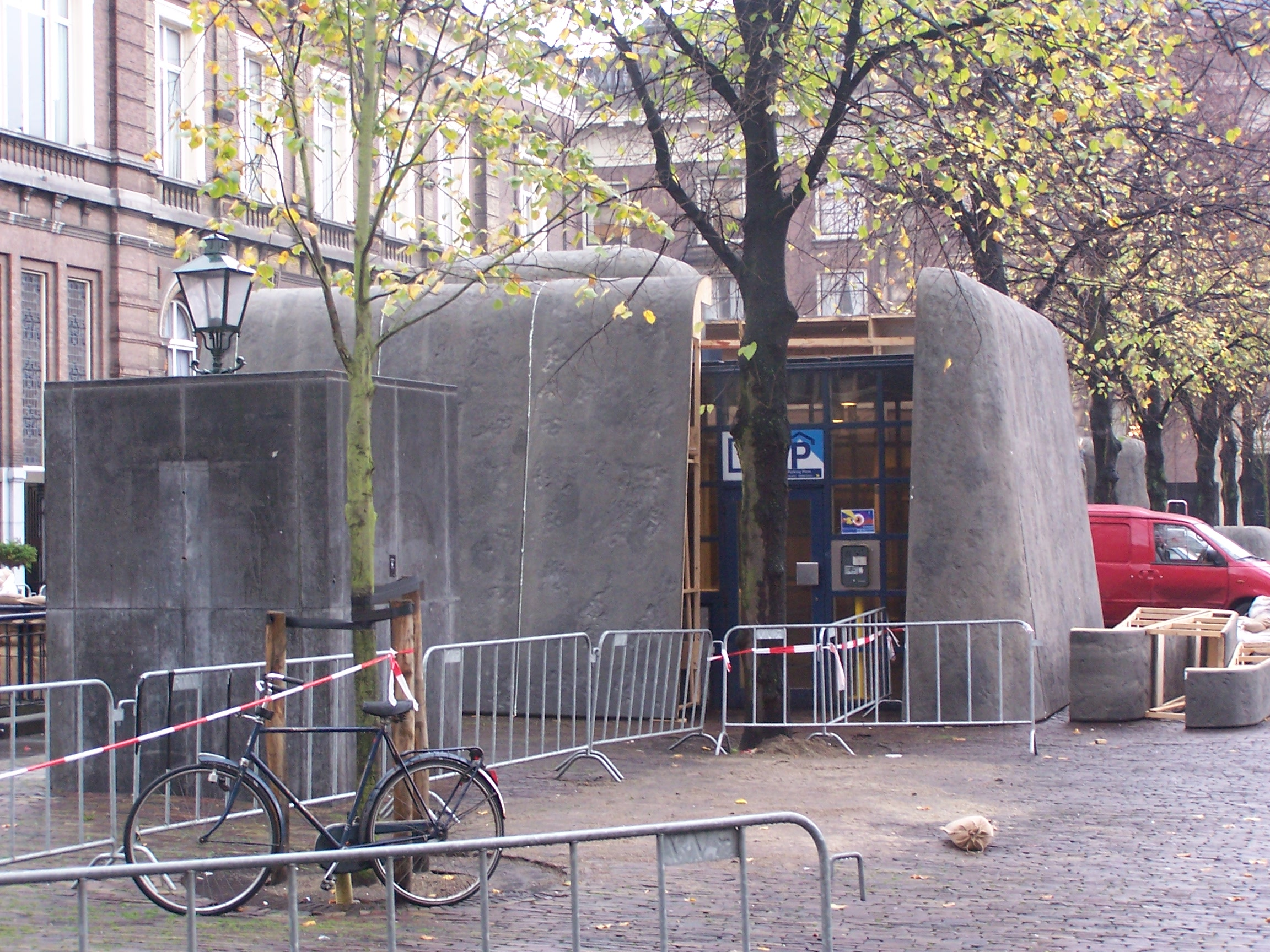
Зйомки фільму